# Relax-GAM Fuenlabrada
Relax-GAM Fuenlabrada war eine spanische Radsportmannschaft.
Die Mannschaft nahm in den Jahren 2005 bis 2007 an den UCI Continental Circuits als Professional Continental Team teil. Zur Saison 2007 machte das Team durch die Verpflichtung der in den Dopingskandal Fuentes verwickelten Fahrer Francisco Mancebo und Óscar Sevilla Schlagzeilen. Auch mit der Verpflichtung von Santiago Pérez, der eine zweijährige Dopingsperre wegen Blutdopings verbüßt hat, und einem angeblichen Angebot an Jan Ullrich, einen weiteren mutmaßlichen Fuentes-Kunden, zeigt sich die eher entspannte Haltung des Teams zum Thema Doping.
Mit Ángel Vicioso, Óscar Sevilla, Jan Hruška, Francisco Mancebo, Jesús Hernández und Santiago Pérez fahren sechs in den Dopingskandal Fuentes verwickelte Fahrer in dem Team. Nachdem der italienische Sponsor Forno d’Asolo für die Saison 2008 abgesprungen ist, musste sich das Team auflösen.

## Saison 2007

### Erfolge in der UCI ProTour
In den Rennen der Saison 2007 der UCI ProTour gelangen die nachstehenden Erfolge.
| Datum     | Rennen                         | Sieger        |
| --------- | ------------------------------ | ------------- |
| 11. April | 3. Etappe Baskenland-Rundfahrt | Ángel Vicioso |
| 24. Mai   | 4. Etappe Katalonien-Rundfahrt | Óscar Sevilla |

### Erfolge in des UCI Continental Circuits
In den Rennen des UCI Continental Circuits gelangen die nachstehenden Erfolge.
| Datum          | Rennen                           | Sieger            |
| -------------- | -------------------------------- | ----------------- |
| 28. Januar     | 5. Etappe Tour de San Luis       | Daniel Moreno     |
| 3. Mai         | 1. Etappe Vuelta a Asturias      | Ángel Vicioso     |
| 22. Juni       | 2. Etappe Route du Sud           | Óscar Sevilla     |
| 21.–24. Juni   | Gesamtwertung Route du Sud       | Óscar Sevilla     |
| 18. Juli       | 1. Etappe Vuelta a Madrid        | Ángel Vicioso     |
| 20. Juli       | 3. Etappe Vuelta a Madrid        | Ángel Vicioso     |
| 10. Oktober    | 4. Etappe Vuelta a Chihuahua     | Daniel Moreno     |
| 7.–14. Oktober | Gesamtwertung Vuelta a Chihuahua | Francisco Mancebo |

### Zugänge – Abgänge
| Zugänge           | Team 2006            | Abgänge        | Team 2007       |
| ----------------- | -------------------- | -------------- | --------------- |
| Julián Sánchez    | Comunidad Valenciana | Xavier Tondo   | LA MSS Milaneza |
| Joaquín Sobrino   | Neoprofi             | Lubos Pelanek  | AC Sparta Praha |
| Santiago Pérez    | Dopingsperre         | José Almagro   | Unbekannt       |
| Francisco Mancebo | AG2R Prévoyance      | David George   | Unbekannt       |
| Ángel Vicioso     | Astana               | Denis Kudashev | Unbekannt       |
| Jan Hruška        | 3 Molinos Resort     |                |                 |
| Jorge Pérez       | Neoprofi             |                |                 |
| Javier Vega       | Neoprofi             |                |                 |
| Óscar Sevilla     | T-Mobile             |                |                 |

### Mannschaft
| Name                     | Geburtstag         | Nationalität | Team 2008                   |
| ------------------------ | ------------------ | ------------ | --------------------------- |
| Nácor Burgos             | 9. April 1977      | Spanien      |                             |
| Mario de Sárraga         | 22. August 1980    | Spanien      |                             |
| José Miguel Elías        | 15. Januar 1977    | Spanien      | Grupo Nicolás Mateos-Murcia |
| Raúl García              | 11. Juli 1986      | Spanien      |                             |
| Jorge García Marín       | 23. April 1980     | Spanien      | Karriereende                |
| Óscar García-Casarrubios | 7. Juni 1984       | Spanien      | Supermercados Froizon       |
| Jesús Hernández          | 28. September 1981 | Spanien      | Team Astana (2009)          |
| Jan Hruška               | 4. Februar 1975    | Tschechien   |                             |
| Francisco Mancebo        | 9. März 1976       | Spanien      | Fercase-Rota dos Moveis     |
| José Rafael Martínez     | 19. April 1978     | Spanien      |                             |
| Daniel Moreno            | 5. September 1981  | Spanien      | Caisse d’Epargne            |
| Jorge Pérez Fernández    | 17. Juni 1983      | Spanien      |                             |
| Santiago Pérez           | 5. August 1977     | Spanien      | Centro Ciclismo de Loulé    |
| Julián Sánchez           | 26. Februar 1980   | Spanien      | Grupo Nicolás Mateos-Murcia |
| Óscar Sevilla            | 29. September 1976 | Spanien      | Rock Racing Team            |
| Joaquín Sobrino          | 29. Juni 1982      | Spanien      | Burgos Monumental           |
| Francisco José Terciado  | 25. März 1981      | Spanien      | Extremadura-Spiuk           |
| Ángel Vallejo            | 1. April 1981      | Spanien      | Centro Ciclismo de Loulé    |
| Javier Vega              | 6. September 1983  | Spanien      |                             |
| Ángel Vicioso            | 13. April 1977     | Spanien      | LA-MSS                      |

## Platzierungen in UCI-Ranglisten
UCI Africa Tour
| Saison | Mannschaftswertung | Fahrerwertung     |
| ------ | ------------------ | ----------------- |
| 2006   | 3.                 | David George (7.) |
| 2007   |                    |                   |

UCI Asia Tour
| Saison | Mannschaftswertung | Fahrerwertung     |
| ------ | ------------------ | ----------------- |
| 2006   | 3.                 | David George (7.) |
| 2007   | 9.                 |                   |

UCI Europe Tour
| Saison | Mannschaftswertung | Fahrerwertung |
| ------ | ------------------ | ------------- |
| 2007   | 9.                 |               |